# ハイド郡 (サウスダコタ州)
ハイド郡（英: Hyde County）は、アメリカ合衆国サウスダコタ州の中央部に位置する郡である。2010年国勢調査での人口は1,420人であり、2000年の1,671人から15.0％減少した。郡庁所在地はハイモア市（人口795人）であり、同郡で人口最大の町でもある。

## 地理
アメリカ合衆国国勢調査局に拠れば、郡域全面積は867平方マイル (2,245.5 km2)であり、このうち陸地は861平方マイル (2,230.0 km2)、水域は6平方マイル (15.5 km2)で水域率は0.65％である。

### 主要高規格道路
- アメリカ国道14号線
- サウスダコタ州道26号線
- サウスダコタ州道34号線
- サウスダコタ州道47号線

### 隣接する郡
- フォーク郡 - 北
- ハンド郡 - 東
- バッファロー郡 - 南
- ライマン郡 - 南西
- ヒューズ郡 - 南西
- サリー郡 - 西
- ポッター郡 - 北西

## 人口動態
以下は2000年の国勢調査による人口統計データである。
| 基礎データ - 人口: 1,671人 - 世帯数: 679 世帯 - 家族数: 456 家族 - 人口密度: 1人/km2（2人/mi2） - 住居数: 769軒 - 住居密度: 0軒/km2（1軒/mi2） 人種別人口構成 - 白人: 91.08% - アフリカン・アメリカン: 0.12% - ネイティブ・アメリカン: 7.96% - 太平洋諸島系: 0.12% - その他の人種: 0.12% - 混血: 0.60% - ヒスパニック・ラテン系: 0.48% 年齢別人口構成 - 18歳未満: 25.6% - 18-24歳: 5.8% - 25-44歳: 23.5% - 45-64歳: 22.7% - 65歳以上: 22.3% - 年齢の中央値: 42歳 - 性比（女性100人あたり男性の人口） - 総人口: 102.1 - 18歳以上: 97.0 | 世帯と家族（対世帯数） - 18歳未満の子供がいる: 29.6% - 結婚・同居している夫婦:55.7% - 未婚・離婚・死別女性が世帯主: 6.0% - 非家族世帯: 32.8% - 単身世帯: 30.3% - 65歳以上の老人1人暮らし: 17.1% - 平均構成人数 - 世帯: 2.41人 - 家族: 3.00人 収入と家計 - 収入の中央値 - 世帯: 31,103米ドル - 家族: 40,700米ドル - 性別 - 男性: 24,728米ドル - 女性: 18,833米ドル - 人口1人あたり収入: 16,356米ドル - 貧困線以下 - 対人口: 12.3% - 対家族数: 7.8% - 18歳未満: 13.4% - 65歳以上: 13.7% |

## 都市と町
- ハイモア - 郡庁所在地
- ホラバード
- ステファン

### 郡区
ハイド郡は下記14の郡区に分けられている。
| - フランクリン - ユニオン - バナー - スプリングレイク - イリノイ - イーデン - ダグラス | - リンカーン - バレー - ルーミス - ホラバード - ハイモア - ブラムホール - ウィリアムハミルトン |

また下記3の未編入領域もある。
- セントラルハイド
- クロウクリーク
- ノースハイド